# Елецкий, Пётр Иванович (воевода)
Князь Пётр Иванович Елецкий — воевода во времена правления Василия III Ивановича.
Из княжеского рода Елецкие. Второй сын князя Ивана Ивановича Елецкого по прозванию Кокор. Имел братьев, князей: Ивана Большого по прозванию Селезень, Дмитрия, Семёна и Ивана Меньшого Ивановичей.
Иногда записан с прозванием Селезень, как и его брат князь Иван Иванович.

## Биография
В 1500 году владел поместьями в Водской пятине.
В 1499 году второй воевода войск левой руки в походе к Рославлю.
В декабре 1511 года находился в походе великого князя Василия III Ивановича на Литву, воевода левой руки, в полках шедших с Великих Лук к Бреславлю.
В июле 1513 года в литовском Государевом походе первый воевода войск левой руки, в рати, шедших с Великих Лук к  Бреславлю, Мстиславлю и Полоцку.
В 1514 году первый воевода Передового полка на Великих Луках, потом весною воевода полка правой руки.
В 1514-1515 годах второй воевода Сторожевого полка на Великих Луках, а по отходу в поход на Литву больших воевод, оставался в городе воеводой Большого полка, потом во время государева похода к Смоленску послан в поход воеводой войск левой руки, участвовал в походе к Орше первым воеводой войск правой руки (вероятно участвовал в битве под Оршей).
В 1516 году в Великих Луках первый воевода войск правой руки, откуда ходил в поход под Витебск вторым воеводой Большого полка, а потом третий воевода Сторожевого полка в Великих Луках.
В 1519 году с воеводой Василием Годуновым и князем Михаилом Засекиным («Чёрным Совкой») командовал войсками в походе с татарской конницей, разорившем окрестности Витебска и  Полоцка, в этом походе был вторым воеводой Большого полка.

## Семья
От брака с неизвестной имел детей:
- Князь Елецкий Михаил Петрович — новгородец, в октябре 1550 года пожалован московским дворянином, в 1561 году сперва воевода в Юрьеве, а после первый воевода в Ивангороде.